# Рындзюн, Илья Гилелевич
Илья́  Ги́лелевич Рындзю́н (1848 — август 1925) — русский врач, основатель и управляющий крупной водолечебницей в Ростове-на-Дону. Титулярный советник.
Автор учебника «Основы водолечения и светолечения в связи с краткими историями болезней, использованных под личным наблюдением автора, в его водолечебнице в г. Ростове-на-Дону, 1895—1901 год» (1901) и «Гидротерапия» (1926).

## Биография
Окончив Императорскую военно-медицинскую академию, жил в Вильне. В 1885 году поселился в Ростове-на-Дону, где с этого времени начал частную медицинскую практику.
В здании, расположенном в конце XIX века по адресу ул. Никольская, 94 Илья Гилелевич в 1910 году оборудовал собственную водолечебницу, первую на юге России.
После Октябрьской революции Рындзюны остались жить в Ростове, где И. Г. Рындзюн умер в августе 1925 года.
Публиковал научные труды.

## Семья
- Первая жена — Шарлота Абрамовна Рындзюн; сын Герасим (20 ноября 1877 — ?).
- Вторая жена — Матильда (Матля) Борисовна Райвич, была на 13 лет моложе мужа, жила в Киеве[10].
  - В семье были дочери — Анна (17 апреля 1889 — ?), Глафира, Людмила и Нина (1892—1990).
  - Сын — Владимир, родившийся в 1897 году[11] и ставший впоследствии известным писателем и журналистом, публиковавшимся под псевдонимом А. Ветлугин.

## Публикации
- Водолечение: Основы водолечения и светолечения в связи с краткими историями болезней, использованных под личным наблюдением автора, в его водолечебнице в г. Ростове-на-Дону, от 1895—1901 года.  Ростов на Дону: типо-литография А. И. Тер-Абрамиан, 1901. — 50 с.
- Успехи водолечения и светолечения: 1895—1906. Ростов на Дону: электро-печатня А. И. Тер-Абрамиан, 1906. — 62 с.